# 闫大鹏
闫大鹏（1956年4月—），山东德州人，汉族，中国共产党党员。中华人民共和国政治人物、第十三届全国人民代表大会湖北省代表。

## 生平
2018年，闫大鹏被选为湖北省出席第十三届全国人民代表大会代表。